# Listrognathus glomeratus
Listrognathus glomeratus là một loài tò vò trong họ Ichneumonidae.